# Лајош Ки
Лајош Ки (мађ. Kű Lajos; Секешфехервар, 5. јул 1948) је био професионални фудбалер који играо на позицији нападача за мађарски прволигашке клубове Видеотон, Ференцварош, Волан, Бриж  и фудбалску репрезентацију Мађарске. У својој другој утакмици за Клуб Бриж, играо је у финалу Купа Европе 1978. против Ливерпула.

## Каријера

### Клуб
Прва станица његове каријере, која је почела 1962. године, била је екипа ВТ Вашаш из Секешфехервара. Његов тренер је Јанош Гантнер. Године 1968. дебитовао је у тиму који се већ звао Видеотон. Између 1968. и 1974. играо је за ФТЦ, где је играо у полуфиналу Купа УЕФА, освојио је 4 друга места у шампионату Мађарске и 2 титуле победника мађарског купа. Због неспортског начина живота, који је резултирао честим падовима форме, Ференцварош га се одрекао и био је приморан да пређе у Вашаш. Овде је провео само једну сезону, а после 125 врхунских мечева прешао је у друголигаша Волан СК.
Напустио је земљу 1977. године преко Суботице је пребегао у Италију. Међународна фудбалска асоцијација забранила му је да игра фудбал на годину дана. Поново се појавио у Белгији 1978. године, у тиму [[ФК Клуб Бриж]|Брижа]]. Исте године су играли у финалу Европског првенства, где су изгубили од Ливерпула. Са тимом је 1980. постао шампион Белгије. Сезону 1980/81, је провео у Сједињеним Државама. Онда га је чежња за домом вратила у Кишмартон, Аустрија, близу мађарске границе, где је постао саиграч Ласло Пустајиу. Године 1984. завршио је активну фудбалску каријеру у бурглендском тиму ФК Менчхоф.

### Репрезентација
У репрезентацији је 1972. наступио 8 пута и постигао 1 гол, а три пута је играо у олимпијском тиму. Освајач сребрне медаље на Олимпијским играма у Минхену, затим четврто место на Европском првенству у фудбалу у Белгији, где је постигао једини гол мађарског тима (из једанаестерца).

## Достигнућа
Ференцварош
- Мађарски куп: 1971/72, 1973/74[2]

 Клуб Бриж
- Куп шампиона: другопласирани 1977/78[2]

Мађарска
- Олимпијске игре: 1972 (сребрна медаља)[4]